# Chill Out (album Black Uhuru)
Chill Out – piąty album studyjny Black Uhuru, jamajskiej grupy muzycznej wykonującej roots reggae.
Płyta została wydana w roku 1982 przez Mango Records, oddział brytyjskiej wytwórni Island Records; na Jamajce ukazała się natomiast nakładem labelu Taxi Records należącego do grających z zespołem Lowella "Sly" Dunbara i Robbiego Shakespeare’a. Oni też zajęli się produkcją krążka. Nagrania zostały zarejestrowane w studiu Channel One w Kingston. Album doczekał się dwóch reedycji na CD, wydanych przez Mango w roku 1992 oraz przez Island w roku 2003.

## Lista utworów

### Strona A
1. "Chill Out"
2. "Darkness"
3. "Eye Market"
4. "Right Stuff"
5. "Mondays"

### Strona B
1. "Fleety Foot"
2. "Wicked Act"
3. "Moya (Queen Of I Jungle)"
4. "Emotional Slaughter"

## Muzycy

### Black Uhuru
- Michael Rose – wokal
- Duckie Simpson – chórki
- Puma Jones – chórki

### Instrumentaliści
- Barry Reynolds – gitara
- Radcliffe "Dougie" Bryan – gitara
- Bertram "Ranchie" McLean – gitara
- Mikey "Mao" Chung – gitara rytmiczna
- Robbie Shakespeare – gitara basowa
- Sly Dunbar – perkusja
- Uziah "Sticky" Thompson – perkusja
- Christopher "Sky Juice" Blake – perkusja
- Ansel Collins – fortepian
- Robert Lynn – fortepian
- Jimmy Becker – harmonijka